# Vanity Teen (revista)
Vanity Teen é uma revista de moda bianual com sede em Londres, Inglaterra. Foi fundada pelo fotógrafo Toni Pérez (Sbastien), o fotógrafo Victor Soria e o designer gráfico Miguel Saburido em 2009. A revista apresenta o trabalho de jovens artistas de modelos masculinos de agências de todo o mundo. O canal da Vanity Teen chamou atenção dos veículos de moda e seus vídeos já atingiram mais de um milhão de views no YouTube.

## Historia
Toni Pérez, que já esteve envolvido em projetos relacionados ao mundo da moda adolescente, conversou com Miguel Saburido devido ao seu interesse em seu trabalho. Saburido, que tinha 16 anos de idade, começou a trabalhar com Toni Pérez na primeira edição Vanity Teen no final de 2008. No início de 2009, a primeira edição foi lançada em formato digital.
Em Março 2012, após 3 anos e 12 edições, Vanity Teen anunciou sua primeira edição impressa para estar disponível em todo o mundo, a partir de 8 de Maio de 2012.

## Conteúdo
Conteúdo publicado na revista é feito por profissionais ou artistas jovens, como designers de moda, ilustradores, pintores, fotógrafos e cineastas. Também publica editoriais e entrevistas originais de jovens envolvidos em áreas relacionadas com a moda.
Após o lançamento de sua edição impressa, a edição digital foi descontinuada, mas ainda está disponível através de sites como o Magpile e Issuu. Um novo site foi lançado juntamente com a nova edição impressa, que também publica conteúdo exclusivo e editoriais. O novo site é administrado por Pérez e Saburido.

## Capas e editoriais
Alguns modelos e pessoas que estiveram na capas e editoriais da Vanity Teen incluem Ash Stymest, Barrett Pall, Luke Worrall, Nick Hissom, RJ King, Francisco Lachowski, Cole Mohr e muitos mais.